# Storseleby
Storseleby is een plaats in de gemeente Vilhelmina in het landschap Lapland en de provincie Västerbottens län in Zweden. De plaats heeft 59 inwoners (2005) en een oppervlakte van 21 hectare. De plaats wordt op wat landbouwgrond na omsloten door naaldbos en net ten zuidwesten van de plaats stroomt de rivier de Vojmån.
Bestuurscentrum: Vilhelmina (Tätort)
Småort: Bäsksele · Dikanäs · Klimpfjäll · Latikberg · Laxbäcken · Lövliden · Malgovik · Meselefors · Nästansjö · Saxnäs · Skansholm · Storseleby
Overig: Aronsjö · Fatmomakke · Kittelfjäll · Siksjönäs · Stalon · Strömnäs · Svannäs